# IC 3033
IC 3033 ist eine Balken-Spiralgalaxie vom Hubble-Typ SBd im Sternbild Coma Berenices am Nordsternhimmel. Sie ist schätzungsweise 9 Millionen Lichtjahre von der Milchstraße entfernt und hat einen Durchmesser von etwa 20.000 Lichtjahren. Die Entfernungsmessungen basierend auf den Radialgeschwindigkeiten stimmen nicht mit den rotverschiebungsunabhängigen Entfernungsschätzungen von 62 ± 13 Millionen Lichtjahren überein. Unter der Katalognummer VCC 34 wird sie als Mitglied des Virgo-Galaxienhaufens gelistet.

Im selben Himmelsareal befinden sich unter anderem die Galaxien NGC 4165, IC 3018, IC 3029, IC 3031.
Das Objekt wurde am 7. Mai 1904 von dem US-amerikanischen Astronomen Royal Harwood Frost entdeckt.